# 新高山绣线菊
新高山绣线菊（学名：Spiraea morrisonicola），也称玉山绣线菊，为蔷薇科绣线菊属下的一个种。

## 扩展阅读
- 維基物種上的相關：新高山绣线菊
- 維基物種上的相關：玉山绣线菊